# Alexander Litvinov
Alexander Ivanovich Litvinov (en ruso: Александр Иванович Литвинов; 22 de agosto de 1853 - 1932) fue un general del Ejército Imperial Ruso.

## Biografía
Litvinov fue educado en la 1.ª escuela militar de Moscú e ingresó en el servicio militar el 5 de agosto de 1870. Se graduó del Alexandrovskoye Militar y de la Escuela de Artillería Mikhaylovskoye en 1873. Fue designado teniente (10 de agosto de 1873) en la 1.ª Brigada de Artillería Montada. Después sirvió en el 2.º equipo de Artillería Caballería.
Luchó en la guerra ruso-turca de 1877-1878, atendiendo el rango de capitán el 13 de diciembre de 1880. En 1882 se graduó de la Academia de Estado Mayor General de Mykolayiv. Después fue enviado al Distrito Militar Vilensky. El 24 de noviembre de 1882, fue designado adjunto sénior del Estado Mayor de la 4.ª División de Caballería, atendiendo el rango de coronel el 24 de marzo de 1885. El 29 de septiembre de 1886, fue designado jefe de Estado mayor del Distrito Militar de Vilno. El 19 de abril de 1890 se convirtió en jefe de Estado Mayor de la 2.ª División de Caballería. Después el 12 de junio de 1896 se le dio una asignación especial con los Cosacos del Don. El 20 de septiembre de 1900 fue puesto al mando del Distrito Militar de Varsovia. El 9 de noviembre de 1906, volvió a ser jefe de Estado Mayor del Distrito Militar de Vilno. Alcanzó el rango de teniente general el 6 de diciembre de 1905, y fue designado jefe de la 1.ª División de Caballería el 9 de octubre de 1906. El 9 de marzo de 1911 se convirtió en comandante del 5.º Cuerpo de Ejército y en General de Caballería el 6 de diciembre de 1911.
Como jefe de la 7.ª y la 10.ª División de Infantería, entró en la Primera Guerra Mundial con el 5.º Ejército. Sin embargo, en un encuentro de comandantes mantenido en Siedlce el 17 de noviembre de 1914, fue nombrado comandante del 1.º Ejército, remplazando al General Paul von Rennenkampf. Tras la Revolución de Febrero,  fue despedido del servicio con uniforme y pensión. A partir de 1918 sirvió en el Ejército Rojo.

## Condecoraciones
- Orden de San Estanislao, 3.ª Clase, con Espadas, 1879; 2.ª Clase, 1888; 1.ª Clase, 1904
- Orden de Santa Ana, 3.ª Clase, 1883; 2.ª Clase, 1894; 1.ª Clase, 1908
- Orden de San Vladimir, 4.ª Clase, 1896; 3.ª Clase, 1902, 2.ª Clase con Espadas, 29 de marzo de 1915
- Orden de San Jorge, 4.ª Clase, 25 de septiembre de 1914
- Orden del Águila Blanca, con Espadas, 6 de diciembre de 1915